# Holzsußra
Holzsussra est une commune allemande de l'arrondissement de Kyffhäuser, Land de Thuringe.

## Géographie
Holzsußra se situe dans le bassin de Thuringe.
|            | Helbedündorf |          |
| Menteroda  | Holzsußra    | Ebeleben |
| Obermehler | Schlotheim   |          |

## Histoire
Holzsußra est mentionné pour la première fois au IXe siècle dans un répertoire des biens de l'abbaye d'Hersfeld sous le nom de Suzare.

## Source, notes et références
- (de) Cet article est partiellement ou en totalité issu de l’article de Wikipédia en allemand intitulé « Holzsußra » (voir la liste des auteurs).